# Liste der Tomatensorten/Q
Erläuterungen und Quellen: Siehe Hauptartikel!
| Tomatensorte                       | Bild | Beschreibung | Quellen                |
| ---------------------------------- | ---- | --- | ---------------------- |
| Qadesh                             |      | Züchter: Southern Seed S.R.L.                                                                                    | j                      |
| Qianglimishou                      |      | | c, e, g, h, m          |
| Qiyanai Fen                        |      | | e, g, h                |
| Qiyanai Hoang (oder: Qianay Huang) |      | | d, e, g, h             |
| Quadro                             |      | Züchter: Kultursaat e.V. für Züchtungsforschung und Kulturpflanzenerhaltung auf biologisch-dynamischer Grundlage | a, c, d, j             |
| Quali T 23 F1                      |      | | c, d                   |
| Qualit 27                          |      | | j                      |
| Qualit 47                          |      | | j                      |
| Qualitet                           |      | Züchter: Mozsar Jozsef                                                                                           | j, o                   |
| Quanglimishou                      |      | | d                      |
| Quanta                             |      | | j                      |
| Quantella                          |      | | j                      |
| Quanto                             |      | | j                      |
| Quapaw Green                       |      | | c, d                   |
| Quaresma                           |      | Züchter: Syngenta Crop Protection Ag                                                                             | j, o                   |
| Quarter Century                    |      | | c                      |
| Quartz                             |      | | j                      |
| Quarz                              |      | Züchter: Petoseed Co.Inc.                                                                                        | j                      |
| Quasar                             |      | Züchter: Les Graines Caillard Sa (Fr)                                                                            | j                      |
| Quatuor                            |      | Züchter: Clause Semences Sa (Fr)                                                                                 | j                      |
| Quebec                             |      | | j                      |
| Quebec 1121                        |      | | c, d                   |
| Quebec 200                         |      | | c, d                   |
| Quebec 2473                        |      | | c, d                   |
| Quebec 309                         |      | | c, d                   |
| Quebeck Nr. 5                      |      | | c                      |
| Quedlinburger                      |      | | h                      |
| Quedlinburger Frühe Liebe          |      | Züchter: Arche Noah                                                                                              | c, d, f, g, j, k, n, o |
| Queen 70                           |      | | j                      |
| Queen Aliquippa                    |      | | d                      |
| Queen Of Hearts                    |      | | c, d                   |
| Quentero                           |      | Züchter: Monsanto Vegetable Ip Management B.V.                                                                   | j, o                   |
| Querubin Fca                       |      | Züchter: Campo Exp.J.F.Villarino                                                                                 | j                      |
| Quest                              |      | Züchter: De Ruiter Zonen (Nl)                                                                                    | j                      |
| Quia De La Dong                    |      | | c                      |
| Quianay Huang                      |      | | c                      |
| Quick Pick                         |      | | c, e, g, h             |
| Quickfire                          |      | Züchter: Esasem                                                                                                  | j                      |
| Quickpeel                          |      | | j, o                   |
| Quicky                             |      | Züchter: Harris Moran Seed Company                                                                               | j, o                   |
| Quikfire                           |      | | j, o                   |
| Quilquil Inta                      |      | Züchter: Eea Alto Valle                                                                                          | j                      |
| Quinny                             |      | Züchter: Axia Vegetable Seeds B.V.                                                                               | j                      |
| Quinquela                          |      | | j                      |
| Quintana                           |      | | j                      |
| Quinte                             |      | | c, g, h                |
| Quinto                             |      | | j                      |
| Quinza                             |      | | c                      |
| Quiquo                             |      | Züchter: Lamboseeds S.R.L.                                                                                       | j                      |
| Quirigua                           |      | | c, d                   |
| Quirino                            |      | | j                      |
| Quisenberry's Mortgage Lifter      |      | | c, d                   |
| Quito                              |      | | j                      |
| Quix                               |      | | j                      |
| Quiz                               |      | | g, h                   |
| Quorum                             |      | Züchter: Isi Sementi Spa                                                                                         | j, o                   |